# Slånspinnmal
Slånspinnmal (Yponomeuta padellus) eller Förändrelig spinnmal, är en fjärilsart som först beskrevs av Carl von Linné 1758.  Slånspinnmal ingår i släktet Yponomeuta, och familjen spinnmalar.
Arten är reproducerande i Sverige, och finns upp till Härjedalen. Den är ett skadedjur som angriper bland annat slån och hagtorn. Den är snarlik häggspinnmalen, men larverna är mindre och mörkare och har andra värdväxter. Den fullvuxna fjärilen har färre och större prickar på vingarna jämfört med häggspinnmal.